# Sabri Saad El Hamus
Sabri Saad El Hamus (صبري سعد الحموس in het Arabisch, Caïro, 21 april 1957) is een Nederlands toneelacteur en filmacteur uit Egypte.

## Biografie
El Hamus groeide op in Caïro. Hij studeerde economie aan de Universiteit van Caïro. In 1978, drie jaar na het behalen van zijn diploma, vertrok hij naar Nederland. In 1983 en 1984 studeerde hij aan de Toneelschool Arnhem. In 1984 speelde El Hamus zijn eerste theaterrol.
In 2007 volgde hij Aram Adriaanse op als artistiek leider van theatergroep De Nieuw Amsterdam (DNA). In april 2017 nam hij afscheid van DNA.
In 2011 kwam El Hamus in het nieuws doordat hij voor het programma Pauw & Witteman verslag deed van de revolutie in Egypte.

## Filmografie

### Televisie
selectie:
- Arcadia (2025) - bestuurslid
- Sinterklaasjournaal (2024) - Cor van der Wiel
- Zenith II (2022) - Remmers
- The Passion (2022) - Pontius Pilatus
- Dit Zijn Wij (2019) - Dokter Farhang Khatami
- Flikken Rotterdam (2019; seizoen 4, aflevering 10 "Armageddon") - Hoofdofficier
- Oogappels (2019-heden) - vader Dina
- De Ludwigs (2018; seizoen 3) - Lid van de Bloedverwanten
- Klem (2018) - Curator
- Flikken Maastricht (2017; seizoen 11, aflevering 8 "Donor") - coach opa Mimoun Ranzi
- Centraal Medisch Centrum (2017; seizoen 2, aflevering 8 - Dhr. Mochary
- Lijn 32 (2012) - Salim Nadir
- Levenslied (2011-2013) - Boutros Sroer
- Het Huis Anubis (2009) - oom Ibrahim
- Boks (2006-2007) - Mohammed
- Shouf Shouf de serie (2006) - Vader Samira
- Shouf Shouf! (2004) aflevering 'bezoek' - vader Samira
- Missie Warmoesstraat (2004) - Sa'id Shoukry
- Unit 13 (1998) - arts in privékliniek
- Pleidooi (1993-1995) - Mourad Aziz
- Spanning in Slagharen (1988) - Fator

### Film
- Goudappels (2024) - vader van Dina
- Rocco & Sjuul (2023) - Rocco
- Crypto Boy (2023) - vader van Amir
- Elemental (2023) - stem van Bernie Lumen
- Kerstappels (2022) - vader van Dina
- Met mes (2022) - Azmi
- De libi (2019) - vader van Bilal
- Gelukzoekers (2018) - Adel
- Koning van Katoren (2012) - minister van Beleid
- Pizza Maffia (2011) - vader van Bram
- 'n Beetje Verliefd (2006) - Tarik
- Het Schnitzelparadijs (2005) - vader Doenia
- Staatsgevaarlijk (2005) - Advocaat Abdulchafur
- Hammam fi Amsterdam (1999) - Sayed